# Боярин (гора)
Боя́рин (інша назва — Короткан) — гора в центральній частині масиву Горган (Українські Карпати).

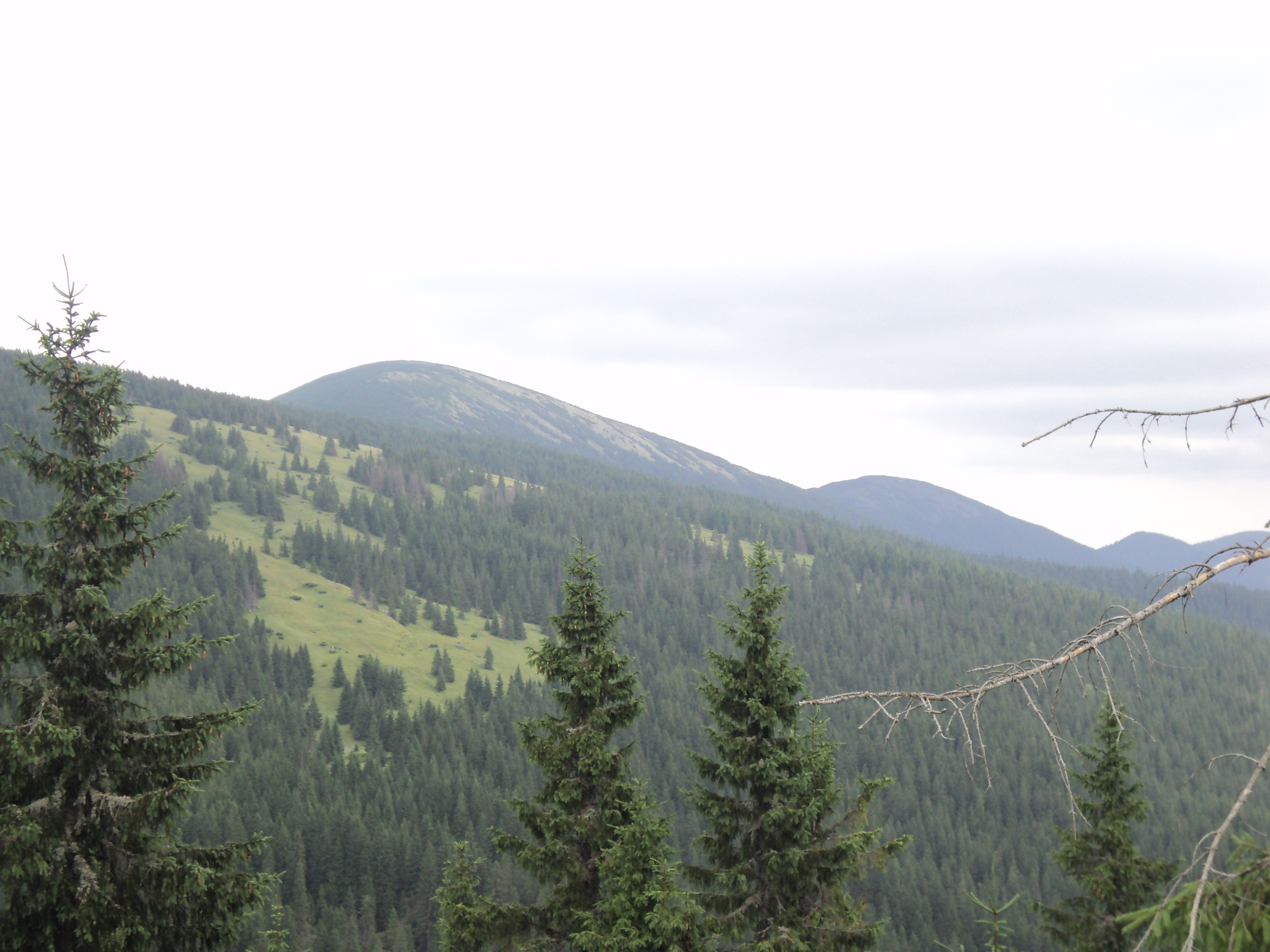
Вигляд на гору з північного заходу, на підйомі до Урвища Пекла

Розташована на півдні Богородчанського району Івано-Франківської області.
Висота 1679 м (за іншими даними — 1675,4 м). Гора масивна, має овальну форму, простягається зі сходу на захід, де пологою перемичкою з'єднується з горою Негрова (1604 м). Складається з пісковиків. Північні схили розчленовані притоками річки Бистриці-Солотвинської, південні — притоками Бистриці-Надвірнянської. Середня та привершинна частина гори вкрита кам'яними розсипищами та осипищами. Нижня частина схилів поросла мішаним і хвойним лісом.
З вершини видно хребти: Сивуля (на північному заході), Станимир (на сході), Тавпиширка (на півдні). На захід від гори розташоване Урвище Пекло, на південь — гора Окопи (1243,9 м).